# 聖獣機サイガード -CYBERNETICS・GUARDIAN-
『聖獣機サイガード -CYBERNETICS・GUARDIAN-』（せいじゅうきサイガード サイバネティックス・ガーディアン）は、1989年11月1日に発売されたOVA作品。全1話。

## ストーリー
1995年アステナイトという人間の精神波を伝達する新物質が発見され、多くの分野に応用された。時は流れ2019年セントラルガーディアンカンパニー（略してCGC）のガードスーツという開発において、キャンサー（スラムを集結させた街）をどうするかにおいて、確執があった。アステナイトガーディアン「ガードスーツ」による犯罪者に対して無血での逮捕も可能かというスーツであった。だが、それが面白くない。強硬手段を用いてのキャンサー壊滅を目指す奴によって実験は失敗してしまう。ジョンの身に起こる不可思議な現象、社会の裏で暗躍する秘密結社。今この街に何かが起きようとしていた。

## 登場メカ
- サイガード
- ジェノサイバー

## キャスト
- ジョン・ストーカー：草尾毅
- ライア・ロゼッタ：鶴ひろみ
- アドラー・アインシュタイン：鈴置洋孝
- ゴードン：屋良有作
- 教祖：曽我部和恭
- フィルクス：川久保潔
- ランドル議員：飯塚昭三
- シャーク部隊長：玄田哲章

## スタッフ
- 監督・原案・絵コンテ - 大畑晃一
- 脚本 - 三条陸
- キャラクターデザイン - 山形厚史
- 設定デザイン - 阿久津潤一
- 作画監督 - 小曽根正美、奥田淳
- 演出 - 七草達郎
- 美術 - 荒井和浩、田村盛揮
- 撮影監督 - 小西一廣
- 音響監督 - 藤山房延
- プロデューサー - 大山英伸、三浦亨
- 制作 - AIC
- 製作 - 双進映像

## 主題歌
エンディングテーマ「CAN'T GET IT ENOUGH」
作詞・作曲・編曲・歌 - TRASH GANG サウンドトラック
- 1989年　サウンドトラック　サイガード　発売
- 2021年12月8日　サイガード"(生産限定盤) 　Universal Music　《入手困難盤復活!! HR/HM VOL.3:ジャパメタ編》再プレス　EAN　4988031461747

### VHS
- 聖獣機サイガード -CYBERNETICS・GUARDIAN-　1989年11月1日発売 A11H-8424

### LD
- 聖獣機サイガード -CYBERNETICS・GUARDIAN-　1989年11月1日発売 AL78-0003

### DVD
- 聖獣機サイガード -CYBERNETICS・GUARDIAN-　2002年2月22日発売 PIBA-1308